# 2002 PV152
2002 PV152, também escrito como 2002 PV152, é um objeto transnetuniano que está localizado no Cinturão de Kuiper, uma região do Sistema Solar. Este objeto é classificado como um cubewano. Ele possui uma magnitude absoluta de 9,5 e tem um diâmetro estimado com cerca de 55 km.

## Descoberta
2002 PV152 foi descoberto no dia 12 de agosto de 2002 pelos astrônomos M. J. Holman, J. J. Kavelaars, T. Grav e W. Fraser.

## Órbita
A órbita de 2002 PV152 tem uma excentricidade de 0,061 e possui um semieixo maior de 44,186 UA. O seu periélio leva o mesmo a uma distância de 41,492 UA em relação ao Sol e seu afélio a 46,880 UA.